# Alterea
Pour les articles homonymes, voir Altyn.
Alterea est une entreprise d'ingénierie  de l'énergie fondé en 2004 à Nantes. Alterea compte près de 450 employés avec 8 agences en France dont un siège social à Nantes. En 2019, Alterea fusionne avec Cyrisea pour créer Alterea Groupe devenu Altyn en 2022.
Alterea intervient sur des projets liés à la performance énergétique et environnementale des bâtiments en réhabilitation ou en construction neuve. Son expertise s’adresse à quatre marchés : l’habitat social, l’habitat résidentiel, le tertiaire public et privé.

## Historique
Alterea est créée en 2004 par Alban Lapierre.
En 2019, l’entreprise fait une levée de fonds de 5 millions d’euros auprès de Paris Fonds Vert, fonds de capital croissance pour la transition écologique des grandes villes, géré par Demeter. L’objectif de cette levée est de permettre à Alterea de continuer à se structurer et d’accélérer son développement, contribuant à l’enjeu de réduction de l’empreinte énergétique et environnementale des bâtiments.
Depuis novembre 2022, Alterea est devenue "société à mission".

## Organisation
Alterea possède 8 agences implantées à Nantes, Paris, Lille, Strasbourg, Lyon, Marseille, Toulouse et Bordeaux. Le siège social est quant à lui situé à Nantes.
Alterea est une entreprise du groupe Altyn qui réunit également les sociétés Cyrisea, Becia, Alteresco et Aveltys.